# Cohors IIII Bracaraugustanorum

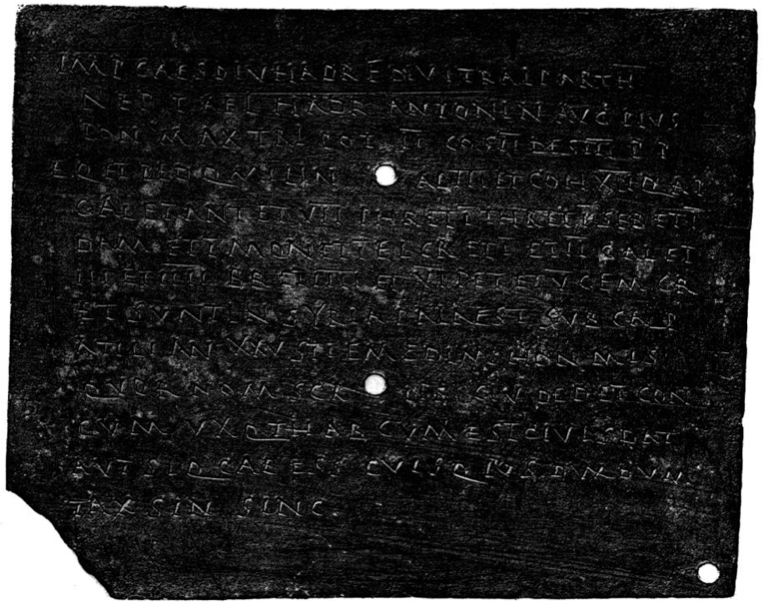
Das Militärdiplom des Jahres 139

Die Cohors IIII Bracaraugustanorum (deutsch 4. Kohorte aus Bracara Augusta) war eine römische Auxiliareinheit. Sie ist durch Militärdiplome und Inschriften belegt. In den Diplomen von 91 bis 160 wird sie überwiegend als Cohors IIII (oder IV) Callaecorum Bracaraugustanorum bezeichnet; in einer Inschrift dagegen als Cohors IIII Bracarum.

## Namensbestandteile
- Cohors: Die Kohorte war eine Infanterieeinheit der Auxiliartruppen in der römischen Armee.

- IIII oder IV: Die römische Zahl steht für die Ordnungszahl die vierte (lateinisch quarta). Daher wird der Name dieser Militäreinheit als Cohors quarta .. ausgesprochen.

- Callaecorum: der Callaecer. Die Soldaten wurden aus dem Volk der Callaecer rekrutiert.

- Bracaraugustanorum: aus dem conventus Bracara Augusta. Die Soldaten der Kohorte wurden bei Aufstellung der Einheit auf dem Gebiet des conventus (iuridicus) Bracara Augusta (mit der Hauptstadt Bracara Augusta) rekrutiert.[2]

Da es keine Hinweise auf die Namenszusätze milliaria (1000 Mann) und equitata (teilberitten) gibt, ist davon auszugehen, dass es sich um eine Cohors quingenaria peditata, eine reine Infanterie-Kohorte, handelt. Die Sollstärke der Einheit lag bei 480 Mann, bestehend aus 6 Centurien mit jeweils 80 Mann.

## Geschichte
Die Kohorte war in den Provinzen Syria und Syria Palaestina (in dieser Reihenfolge) stationiert. Sie ist auf Militärdiplomen für die Jahre 88 bis 186 n. Chr. aufgeführt.
Der erste Nachweis der Einheit in Syria beruht auf einem Diplom, das auf 88 datiert ist. In dem Diplom wird die Kohorte als Teil der Truppen aufgeführt (siehe Römische Streitkräfte in Syria), die in der Provinz stationiert waren. Weitere Diplome, die auf 91 bis 93 datiert sind, belegen die Einheit in derselben Provinz.
Zu einem unbestimmten Zeitpunkt wurde die Einheit in die Provinz Syria Palaestina verlegt, wo sie erstmals durch ein Diplom nachgewiesen ist, das auf 136/137 datiert ist. In dem Diplom wird die Kohorte als Teil der Truppen aufgeführt, die in der Provinz stationiert waren. Weitere Diplome, die auf 139 bis 186 datiert sind, belegen die Einheit in derselben Provinz.

## Standorte
Standorte der Kohorte sind nicht bekannt.

## Angehörige der Kohorte
Folgende Angehörige der Kohorte sind bekannt:
- [?],[6][A 1] ein Soldat (ZPE-193-266)
- C(aius) Aufidius Maximus, ein Präfekt (CIL 8, 7079)